# セガ・システム1
「セガ・システム1」は、セガ・エンタープライゼス（後のセガ フェイブ）が1983年に開発したシステム基板。
本稿では、システム1の改良版である「システム2」に関しても説明する。

## 概要
8ビットCPUを使用したセガ初の内製アーケード用システム基板。コアランド（後のバンプレスト）製作のゲームが数多くリリースされた。ハード設計を行ったのは佐藤秀樹。
1985年9月にはバージョンアップ版のシステム2が登場。メモリが増えたときに対応できるようROMボードを別にしたことと、システム1のバグ修正が行われている。
1985年に発売されたセガ・マークIIIは、本システム基板のゲームが見劣りなく移植できる性能を目標として開発された。

## 仕様
システム1と2の差異はVRAM容量と基板の枚数（システム2はROMボードが別になる）で、その他は共通。
- メインCPU: Zilog Z80 @ 4MHz
- サウンドCPU: Zilog Z80 @ 4MHz
- RAM: メイン4KB + サウンド2KB
- 音源チップ: SN76489AN @ 4MHz + SN76489AN @ 2MHz
  - 2基目のクロックはジャンパにより可変
- 画面解像度: 256×224ドット
- 発色数: 2048/4096色
- スプライト: 8×8～256×224ドット。画面内に最大128個、ライン毎に32個まで表示可。ハードウェアによる衝突判定機能あり。
- スクロール画面: 256×256ドット（システム2は512×512ドット） 1面
- 固定画面: 256×256ドット 1面

## 主なタイトル
システム1専用タイトル
- スタージャッカー[2][3]
- アップンダウン[4][5]
- セガ・レグルス[6][5]
- ミスターバイキング[7][8]
- スワット（製作：コアランド）[8]
- フリッキー[8]
- ウォーターマッチ[9][10]
- ザ・闘牛（製作：コアランド）[11][12]
- 三輪サンちゃん[13][12]
- ピットフォールII[14]
- 忍者プリンセス[15][14]
- ごんべえのあいむそ～り～（製作：コアランド）[14]
- テディーボーイ・ブルース[16]
- 青春スキャンダル（製作：コアランド）[17][16]
- 4Dウォリアーズ（製作：コアランド）[18]
- ラフレシア（製作：コアランド）[19]
- のぼらんか（データイースト発売）
- ブロックギャル（製作：ビック東海）[20]

システム1用とシステム2用が混在するタイトル
- チョップリフター[21][16]
- ワンダーボーイ（製作：エスケイプ）[22][23]
- ガルディア（製作：コアランド）[24]

システム2専用タイトル
- ヘビーメタル[25][16]
- シューティングマスター[26][27]
- ブレイン（製作：コアランド）
- ウォーボール[28][29]
- 時の戦士[30][31]
- ワンダーボーイ モンスターランド（製作：ウエストン）[32][33]
- 脱子ちゃん雀荘（製作：ホワイトボード）
- UFO戦士ようこちゃん（製作：ビック東海）[34]